# Baciami Alfredo/Buone notizie
Baciami Alfredo/Buone notizie è un singolo del gruppo musicale italiano Banco del Mutuo Soccorso, pubblicato nel 1981 come unico estratto dal decimo album in studio Buone notizie.

## Tracce
Testi e musiche di Francesco Di Giacomo, Vittorio Nocenzi e Gianni Nocenzi.
1. Baciami Alfredo – 4:20
2. Buone notizie – 4:04